# Пелеш (замък)
Замъкът Пелеш (на румънски: Castelul Peleş) е разположен на средновековния път, свързващ историческите области Трансилвания и Влахия в Румъния, в подножието на Карпатите, в покрайнините на град Синая.
Замъкът е построен в стил неоренесанс между 1873 и 1914 г. Наречен е по името на протичащата наблизо планинска река.

## Локация
Комплексът се намира северозападно от град Синая, който е на 48 километра от Брашов и на 124 километра от Букурещ. Разположен в югоизточната част на Карпатите, комплексът се състои от три паметници: замъкът Пелеш, замъкът Пелишор и ловната хижа Фоишор.

## История
Румънският крал Карол I (1839 – 1914) закупува през 1872 г. около 5,3 кв. км. земи за лов и строеж на лятна резиденция. Първите 3 архитектурни проекта на замъка копират други западноевропейски замъци и кралят ги отхвърля като прекалено скъпи и лишени от оригиналност. Тогава германският архитект Йохан Шулц представя проект, който се харесва на краля: неголям замък в алпийски стил, съчетаващ италианските традиции с естетиката на немския неоренесанс.
Строителството прекъсва за кратко през 1877 – 8 г. и на 7 октомври 1883 г. в него се състои бал по повод коронясването на Карол I. В замъка се ражда престолонаследникът Карол II през 1893 г.
През 1947 г. след принудителната абдикация на румънския крал Михай I комунистическото правителство конфискува цялата кралска собственост, включително и замъка. Известно време замъкът е отворен за туристи, а през 1953 г. е обявен за музей. През 1975 – 1990 г. (последните 14 г. на комунистическо управление), замъкът и прилежащата му територия са затворени за посещения.
След Румънската революция (1989) замъците Пелеш и Пелишор наблизо отново са отворени за туристи. През 2006 г. собствеността върху замъка е върната на бившия крал Михай I. Скоро след това в резултат на преговори между краля и румънското правителство замъкът отново става национално достояние като исторически паметник и музей, като в замяна румънското правителство заплаща на кралския дом 30 милиона евро.
В наши дни замъкът приема ежегодно почти 0,5 милион посетители. Той е отворен за посещения от 9 до 17 ч. от сряда до неделя вкл. През ноември замъкът е затворен. От 168 помещения за посещение са отворени 35.

## Архитектура
Първи архитект на замъка е германецът Йохан Шулц (1876 – 1883), негов приемник е чешкият архитект Карел Лиман. Основният архитектурен стил е неоренесанс, но в богато изписаните фасади към вътрешния двор личи саксонско влияние, а във вътрешния интериор, украсен с богати дърворезби и изискани тъкани, се усеща и влиянието на барока.
Замъкът имат разгъната застроена площ от 3200 кв. метра и 168 стаи. Притежава колекция от произведения на изкуството, която е сред най-добрите в Източна и Централна Европа, включваща скулптури, живопис, мебели, оръжия и доспехи, златни и сребърни изделия, изделия от слонова кост, фарфор, книги, гобелени и книги. Колекцията от оръжия и доспехи наброява повече от 4000 предмета. Килимите са изтъкани от най-добрите майстори на Бухара, Мосул, Ъспарта и Измир. Особено впечатляващи са рисуваните витражи, изработени в Швейцария.
Пред главния вход е поставена статуя на крал Карол I, дело на италианския скулптор Рафаело Романели. Той е автор и на останалите мраморни статуи, разположени на 7 тераси, окръжаващи замъка, и изпълнени също в стил „неоренесанс“. Градините и терасите са украсени с фонтани, стълби, лъвове и други декоративни елементи.

## Галерия
- Замъкът Пелеш: Четири сезона
- Замъкът през пролетта
- Замъкът през лятото
- Замъкът през есента
- Замъкът през зимата